# 姊崎寧寧
姊崎寧寧（日语：／）是科樂美戀愛模擬遊戲《LovePlus》及其續作和衍生作品中的女主角之一。由皆口裕子配音。遊戲中的寧寧是主人公在學校高中三年級的學姐，在同一個地方打工。性格和外貌都像成年人，常常受到身邊人的依賴，很會照顧人的她也不負衆望，不過有時也會感到負擔。

## 角色設定
遊戲中的寧寧性格成熟，外貌美麗，就讀於十羽野高校三年級，是主人公的學姐。在家庭餐廳「Dixies」打工。很會照顧人，責任心也很強，往往能不負衆望，但本人似乎對此有負擔感。也有天然呆的一面，比如會試圖將自己喜歡的喉糖餵給飢餓的動物。:28

## 創作
在決定三位女主角的姓名時，製作人根據三人的年齡大小，年齡最小的小早川凛子姓中有「小」字，年齡居中的高嶺愛花的「愛花」一名與日語表示「中間」的「真中」一詞同音，而年齡最大的寧寧則以「姊崎」（姉ヶ崎）爲姓。
最初尚未確定該角色的設定爲大學生或是高中生，早期曾有音樂大學生的設定。根據《LovePlus》角色設計者三野太郎，寧寧的設計靈感爲女播音員，他對治癒系人物做了很多研究，認爲女播音員最爲符合清秀的姐姐形象。:51

## 登場情況
首次登場於2009年發售的DS遊戲《LovePlus》中。

## 外部鏈接
- 《NEW LovePlus》宣傳片 寧寧版 （页面存档备份，存于）